# Macropis omeiensis
Macropis omeiensis is een vliesvleugelig insect uit de familie Melittidae. De wetenschappelijke naam van de soort is voor het eerst geldig gepubliceerd in 1965 door Wu.